# Chico et Rita
Pour plus de détails, voir Fiche technique et Distribution.
Chico et Rita (Chico y Rita) est un film d'animation hispano-britannique réalisé par Fernando Trueba et Javier Mariscal, sorti en 2011. C'est un dessin animé musical relatant les vies et l'histoire d'amour orageuse de Chico et Rita, un pianiste et une chanteuse cubains, dans le milieu du jazz afro-cubain à La Havane et à New York au milieu du XXe siècle. Le film, bien accueilli par la critique, remporte plusieurs prix dans des festivals.

## Synopsis
À La Havane, un vieil homme qui gagne péniblement sa vie en tant que cireur de chaussures se remémore sa jeunesse. La majorité du film est donc un flashback. Tout commence à Cuba en 1948. Chico est un jeune pianiste de jazz, qui vit à La Havane, passionné du bebop qui émerge en Amérique. Au cours d'une soirée en compagnie de son ami et « agent », Ramon, Chico rencontre la belle Rita, qui est chanteuse et gagne sa vie en se produisant dans les clubs et les bals populaires. Chico tombe aussitôt amoureux de Rita. Après quelque temps, il parvient à la séduire, et tous deux ont des rapports sexuels ; mais au matin, l'ancienne compagne de Chico vient brutalement interrompre leur idylle. Rita, outrée, quitte le jeune homme et refuse de le revoir. Ramon réussit finalement à réunir les deux artistes le temps d'un concours de musique, qu'ils remportent ensemble, gagnant ainsi un contrat avantageux pour un numéro de chant dans un hôtel de luxe. Chico et Rita se réconcilient et, pendant un temps, tout va bien. Un jour, Rita est abordée par un riche imprésario américain qui lui propose un contrat mirobolant à New York. La chanteuse, exige cependant que Chico lui soit associé dans le contrat, et finit par renoncer à l'offre plutôt que de se séparer de lui ; mais, le soir même, lorsqu'elle essaie de retrouver Chico après une dispute de jalousie, elle le retrouve, ivre mort, en compagnie de  son ancienne compagne. Désabusée, Rita accepte le contrat et s'envole pour l'Amérique le lendemain. Ramon vient lui faire ses adieux, reprochant à Chico de l'avoir laissée partir.
Quelque temps plus tard, Ramon et Chico (qui vend son piano pour réaliser son projet)  décident de se rendre à New York confiants dans le talent de Chico et en leurs contacts dont Chano Pozo qui jouent avec les meilleurs jazzmen du moment. Tous deux peuvent enfin voir leurs idoles, Dizzy Gillespie, Charlie Parker, Tito Puente, Thelonious Monk et d'autres, en chair et en os. Par l'intermédiaire de Ramon, qui a retrouvé la trace de Rita, Chico parvient à revoir sa bien-aimée, mais Rita refuse toujours de le voir et dit avoir changé, même si elle reste amoureuse de lui sans vouloir l'admettre. Ramon et Chico fréquentent un temps Chano Pozo et sont témoins de sa mort à l'occasion d'un règlement de comptes lié à une vente de drogue. À l'enterrement du musicien, Chico revoit brièvement Rita en compagnie de l'imprésario Ron qui partage désormais sa vie.
Pour se défaire de son rival, Ron établit Ramon, qui vivotait tout en accompagnant les débuts de Chico, en agent officiel. Rita se produit alors dans les plus fameuses salles américaines, et entame une carrière à Hollywood ; mais elle doit toujours faire face à la ségrégation raciale en tant que latino-américaine. De son côté, Chico se voit proposer par Ramon un contrat prestigieux et part en tournée en Europe. Quelque temps après, les deux artistes se rencontrent de nouveau et Rita se rend compte qu'elle est toujours amoureuse de Chico. Les deux amoureux renouent et décident peu après de se marier en secret à Las Vegas. Chico en fait la confession à Ramon, qui prévient Ron le rival de Chico. La veille du mariage, Ramon glisse de la drogue dans une poche de Chico peu avant une descente de police : Chico se fait arrêter et expulser des États-Unis, sans pouvoir prévenir Rita. A Cuba il arrive concomitamment à  la révolution qui amène au pouvoir Fidel Castro. Sa musique  est alors " non grata " à Cuba : le jazz est une musique impérialiste yankee. C'est la fin de sa carrière musicale et il vivote dès lors ; il ne reste de sa carrière que sa boîte à souvenirs (photos et partitions de ses compositions).
Après la fin du flashback, l'histoire continue dans le présent. Chico, désormais âgé, n'attend plus rien de la vie, lorsqu'il est retrouvé à l'improviste par des admirateurs : une jeune artiste adoratrice de ses compositions veut enregistrer avec lui. Moment d'émotion pour Chico qui se retrouve devant un piano pour la première fois depuis des années. Cela relance sa carrière, il peut retourner aux États-Unis et reprendre ses voyages. Il se lance alors sur la trace de Rita et, après de longues recherches, finit par la retrouver à Las Vegas, qu'elle n'a pas quitté depuis le mariage manqué. Les deux amants, devenus vieux, se retrouvent enfin.

## Fiche technique
| - Titre original : Chico y Rita - Titre français : Chico et Rita - Réalisateurs : Fernando Trueba et Javier Mariscal - Scénario : Fernando Trueba et Ignacio Martínez de Pisón - Musique originale : Bebo Valdés - Montage : Arnau Quiles - Montage son : Pelayo Gutiérrez - Mixage son : Nacho Royo-Villanova - Directeur de l’animation : Manolo Galiana - Supervision artistique des personnages : Bojan Pantelic - Supervision des couleurs : Nuria Puig - Direction technique 3D : David Campassol - Direction technique 2D : Jose Carlos Jiménez - Direction artistique : Pedrín E. Mariscal - Supervision story-board : Carlos Arroyo - Développement des personnages : Marcello Quintanilha | - Production : Cristina Huete, Santi Errando, Martin Pope et Michael Rose - Production associée : Steve Christian et Marc Samuelson - Coproduction : Andrew Fingret - Production exécutive : Angélica Huete - Sociétés de production : Isle of Man Film, CinemaNX, Fernando Trueba Producciones Cinematográficas S.A., Magic Light Pictures - Sociétés de distribution : Rezo Films, Studio 37 - Pays d'origine : Espagne, Royaume-Uni - Langes originales : espagnol et anglais (quelques phrases en français) - Format : couleur - Durée : 94 minutes - Dates de sortie : - Royaume-Uni : 19 novembre 2010 - Espagne : 25 février 2011 - France : 6 juillet 2011 - Dates de sortie DVD : - France : 6 décembre 2011 |

## Distribution

### Voix originales
- Eman Xor Oña : Chico
- Limara Meneses : Rita Martínez, dite « Rita la Belle »
- Mario Guerra : Ramón Cifuentes
- Lenny Mandel : Ron
- Estrella Morente : elle-même

### Interprètes musicaux
Chants :
- Idania Valdés : Rita
- Estrella Morente : elle-même

Instruments :
- Bebo Valdés : Chico
- Yaroldi Abreu : Chano Pozo
- Freddy Cole : Nat King Cole
- Jimmy Heath : Ben Webster
- Pedro Martínez : Miguelito Valdés
- Michael Philip Mossman (en) : Dizzy Gillespie
- Amadito Valdés : Tito Puente
- Germán Velazco : Charlie Parker

### Voix françaises
Source : générique DVD
- Rémi Bichet : Chico
- Anne-Laure Gruet : Rita Martínez, dite « Rita la Belle »
- Damien Ferrette

## Production

### Graphismes et animation
Les graphismes du film se fondent sur les dessins de Javier Mariscal, qui dessine en particulier les décors à partir de ses souvenirs et de visites faites pour l'occasion à La Havane et New York, les principaux lieux où se déroule l'intrigue. L'animation des personnages est réalisée en partie à l'aide de la technique de la capture de mouvement : les scènes du film sont d'abord jouées par de vrais acteurs (mais sans maquillage, sans costumes, sans décors et avec un minimum d'accessoires) qui guident les animateurs par la suite dans le rendu des mouvements, mais aussi des expressions des personnages. Ce procédé permet au coréalisateur Fernando Trueba, dont c'est le premier film d'animation, de conserver une vraie maîtrise sur le résultat final en exerçant une véritable direction d'acteurs. L'animation mêle un dessin animé en deux dimensions, dont les dessins sont finalisés et coloriés par ordinateur, et des éléments en images de synthèse.

### Musique

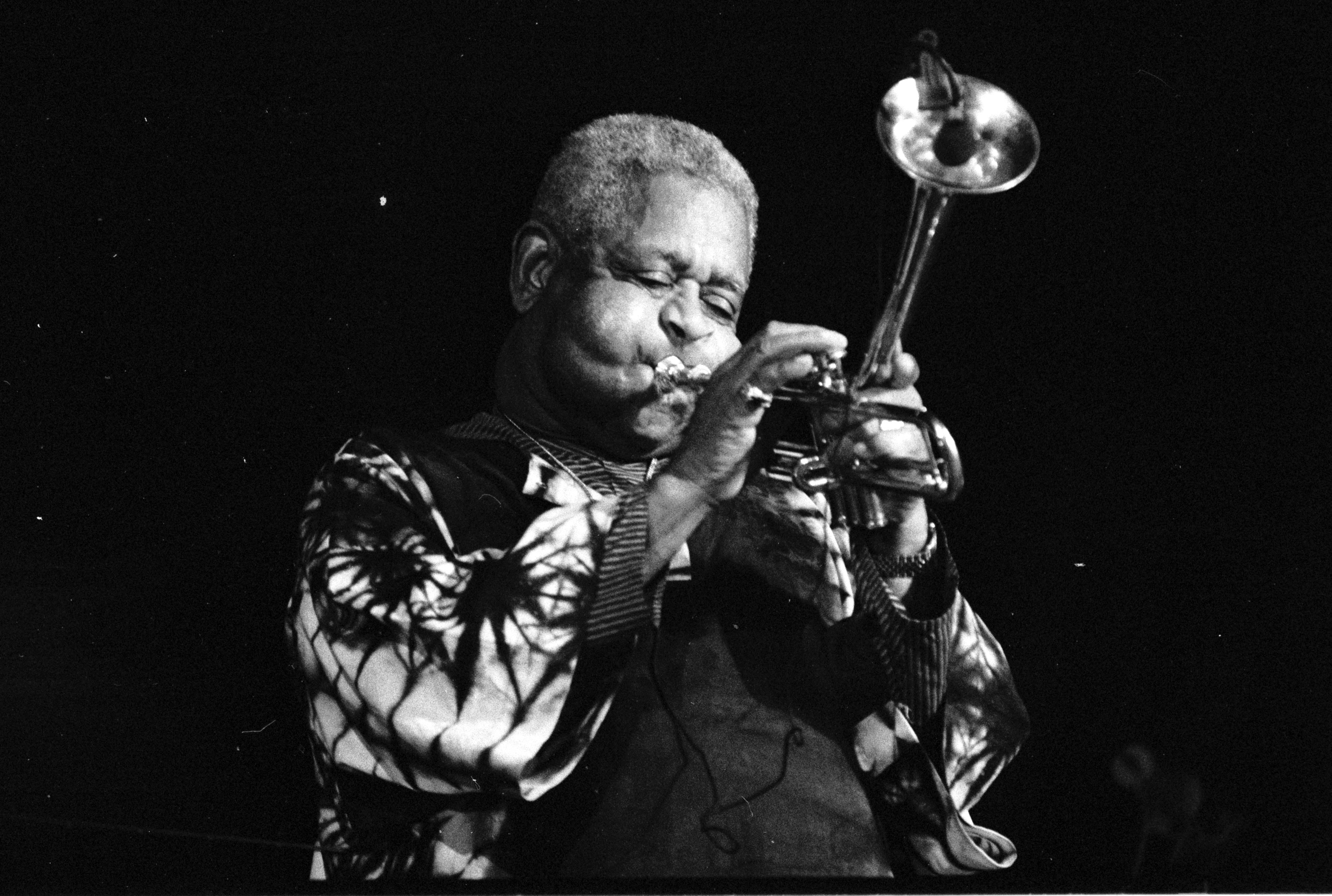
Le trompettiste Dizzy Gillespie est une des grandes figures du jazz américain qui apparaissent dans le film.

Très tôt au cours de sa conception, le film est conçu comme un hommage à la musique cubaine. La musique originale du film est composée principalement par Bebo Valdés, dont c'est la dernière composition de musique de film ; certaines séquences additionnelles ont été composées par Michael Philip Mossman. Les deux personnages principaux du film étant tous deux musiciens, des musiciens leur ont été assignés tout au long du film : Bebo Valdés joue (à une exception près) les séquences jouées au piano par Chico, tandis que la chanteuse Idania Valdés est la voix de Rita pour les chansons. L'équipe du film a dû surmonter une difficulté pour les scènes où apparaissent des musiciens fameux, car recourir à des extraits d'enregistrements d'époque ne produisait pas un résultat assez vivant ; Fernando Trueba et Bebo Valdés demandent alors aux musiciens d'improviser des pastiches correspondant au style de chacun des grands noms du jazz apparaissant dans le film. Ainsi Chano Pozo est « joué » musicalement par Yaroldi Abreu, Charlie Parker par Germán Velazco, Dizzy Gillespie par Michael Philip Mossman (en), Ben Webster par Jimmy Heath et Miguelitó Valdés par Pedrito Martínez. L'enregistrement de la musique a lieu à La Havane, New York et Madrid, et dure plusieurs mois.
Le film est présenté en compétition lors de l'édition 2011 du Festival international du film d'animation d'Annecy.

## Accueil

### Accueil critique
Lors de sa sortie en France, le film reçoit un accueil critique très favorable. Le site AlloCiné donne au film une moyenne de 4,15 sur une échelle de 5, fondée sur vingt titres de presse.

### Box-office
À sa sortie en France, le film, exploité sur 69 copies, cumule  28 868 entrées en première semaine puis 55 335 entrées en deuxième semaine.

### Distinctions
- Prix Goya du meilleur film d'animation lors de la 25e édition des Goyas du cinéma (2011).
- Prix du Meilleur long métrage au Holland Animation Film Festival (2010)[6].
- Prix Cineuropa au Festival de cinéma européen des Arcs (2010)[7].
- Prix du Meilleur film d'animation aux Prix du cinéma européen (2011)[8].
- Prix du Meilleur film d'animation lors de la 12e cérémonie des New York Film Critics Online Awards à New York, aux États-Unis (2012).
- AniMovi : Prix du meilleur long métrage d'animation, au Festival International du Film d'Animation de Stuttgart (Internationales Trickfilm Festival Stuttgart (ITFS)) ((Allemagne) (2011)[9].

Finaliste
- En 2012, Chico et Rita fait partie des films finalistes pour le prix du Meilleur film d'animation à la 84e cérémonie des Oscars[10].

## Bande originale du film
La bande originale du film est éditée en CD par Calle54 Records et Sony Music en 2011.

## Analyse
La fin du film, qui amène Chico à reprendre sa carrière et à retrouver finalement Rita, révèle une filiation directe avec Buena Vista Social Club de Wim Wenders quant à l'histoire, et au disque Lagrimas Negras de Bebo Valdés (qui signe la musique du film, et qui avait déjà participé à un précédent film de Fernando Trueba : Calle 54. Lagrimas Negras associe en effet Bebo Valdés à Diego el Cigala, chanteur de Flamenco. Or la jeune chanteuse qui retrouve Chico chante avec des accents de Flamenco.

## Édition en vidéo
En France, le film est édité en DVD par Studio 37 en 2011. Le DVD contient la version originale sous-titrée et la version française du film, ainsi qu'un documentaire de making of de 27 minutes, la bande annonce du film et une galerie de photos.

## Produits dérivés
Un roman graphique reprenant l'histoire du film est publié chez Denoël Graphic en juin 2011.